# Leonid Volkov
Leonid Ivanovič Volkov (rusko Леонид Иванович Волков), ruski hokejist, * 9. december 1934, Sovjetska zveza, Rusija, † 17. maj 1995.
Volkov je v sovjetski ligi igral za kluba Torpedo Gorki in CSKA Moskva, skupno je na 250-ih prvenstvenih tekmah dosegel 145 golov. Za sovjetsko reprezentanco je nastopil na enih olimpijskih igrah, na katerih je osvojil zlato medaljo, in enem svetovnem prvenstvu (brez olimpijskih iger), na katerem je prav tako osvojil zlato medaljo. Za reprezentanco je nastopil na 31-ih tekmah, na katerih je dosegel petnajst golov.

## Pregled kariere
Odebeljeno - reprezentančni nastopi, glej tudi Statistika pri hokeju na ledu.
| Moštvo          | Liga                 | Sezona |    | Redni del | Redni del | Redni del | Redni del | Redni del | Redni del |   | Končnica | Končnica | Končnica | Končnica | Končnica | Končnica |
| --------------- | -------------------- | ------ | -- | --------- | --------- | --------- | --------- | --------- | --------- | - | -------- | -------- | -------- | -------- | -------- | -------- |
| Moštvo          | Liga                 | Sezona | OT | G         | P         | T         | +/-       | KM        | OT        | G | P        | T        | +/-      | KM       |          |          |
| Sovjetska zveza | Olimpijske igre      | 64     |    | 8         | 6         | 4         | 10        |           | 2         |   |          |          |          |          |          |          |
| Sovjetska zveza | Svetovno prvenstvo A | 65     |    | 6         | 4         | 1         | 5         |           | 4         |   |          |          |          |          |          |          |
| Skupaj          |                      |        |    | 14        | 10        | 5         | 15        |           | 6         |   |          |          |          |          |          |          |